# L'assassinio di Miranda
L'assassinio di Miranda (The Murder of Miranda) è un romanzo giallo della scrittrice canadese Margaret Millar, il secondo della serie avente come protagonista l'avvocato Tom Aragon. Pubblicato nel 1979, in italiano è uscito nel 1996, nella collana  Il Giallo Mondadori.

## Trama
Miranda Shaw è rimasta vedova a 52 anni e il defunto marito era molto più anziano di lei. Erede universale del coniuge, non entra in possesso dei suoi beni per lungaggini burocratiche. L'avvocato Tom Aragon cerca inutilmente la donna per farle firmare alcune carte; dopo aver saputo che Miranda si sottopone a costosi trattamenti di estetica, la trova in una clinica in Messico. Lì c'è anche  Grady, il giovane bagnino del Penguin Club) già frequentato da Miranda), il quale è scappato con lei, sperando di sistemarsi con una donna ricca.
Invece le cose stanno diversamente: Neville, marito di Miranda, aveva dissipato tutto il suo capitale e a lei restano solo i debiti. Questo significa perdere anche la casa, ma, con sorpresa di Aragon, Miranda sapeva del disastro e aveva racimolato un po' di denaro per andare in Messico e godersi la compagnia di Grady. Al momento della verità, Grady fugge con la macchina di Miranda e lei parte con Aragon, che la fa ospitare dalla segretaria del Penguin Club, Eilen. In seguito, Miranda viene assunta dalla famiglia Young per insegnare "buone maniere" alle due figlie nubili, Cordelia e Juliet.
Gli Young sono una coppia di coniugi: Cooper, ex vice ammiraglio di Marina, uomo gentile e pacato e Iris, invalida sempre incollerita. A volte è loro ospite il fratello di Iris, Charles Van Eyck, anziano signore dedito all'alcool, con la passione di scrivere lettere anonime spiacevoli. Quanto alle due "ragazze", ormai oltre i trent'anni, sono indisponenti e sempre coalizzate per infastidire soprattutto la madre. Con queste persone Miranda trascorre vari mesi, faticando molto per accontentare la signora e tenere nei ranghi le signorine. La sera del 4 luglio, mentre tutti festeggiano la giornata nazionale, Iris Young, rimasta sola in casa, muore asfissiata in un incendio doloso.
Una serie di coincidenze e una procedura giudiziaria molto discutibile portano all'incriminazione di Miranda. Come movente si ipotizza che lei volesse sposare Young, per recuperare la ricchezza. Ma nessuno sa che lei voleva questo non per Cooper Young, bensì per il bagnino Grady, ricomparso, del quale Miranda è follemente invaghita. All'atto del rinvio a giudizio, Grady pensa bene di scomparire, lasciando anche un'altra innamorata: la segretaria Eilen. Passa qualche settimana e il processo a Miranda continua a slittare: inoltre Cooper è assolutamente convinto della sua innocenza e vorrebbe pagare la cauzione per lei.
È in questo clima che Charles Van Eyck riceve una lettera da Tokyo: è della sorella Iris. Con un ingegnoso espediente lei l'aveva spedita a un professore di lì, all'interno di un'altra lettera e questi aveva girato la missiva al vero destinatario. Iris confida al fratello di avere programmato un suicidio che doveva apparire come un delitto e distruggere Miranda. Non manca un solo particolare fra tutti quelli esaminati come prova. Charles va in Procura, ma è ubriaco e chi lo riceve lo mette in tale confusione, che scappa a casa. Poi, nel caminetto, brucia la lettera della sorella.

## Personaggi
- Tom Aragon, l'avvocato più giovane di un prestigioso studio legale di Los Angeles.
- Smedler, avvocato più anziano dello stesso studio legale.
- Charity Nelson, segretaria dello stesso studio, molto indisponente.
- Laurie MacGregor, moglie di Tom, pediatra all'ospedale di San Francisco.
- Henderson, direttore del Penguin Club, un circolo esclusivo per ricchi.
- Eilen, segretaria del Penguin Club.
- Grady Keaton, bagnino al Penguin Club.
- Miranda Shaw, 52 anni, vedova di Neville, si sottopone a cure costose e dolorose per mantenersi giovane; membro del Penguin Club.

Altri membri del Penguin Club
- Frederic Quinn, pestifero ragazzino di nove anni.
- Charles Van Eyck, scapolo anziano, scrive continuamente lettere anonime.
- Cooper Young, cognato di Van Eyck, ex ammiraglio di Marina.
- Cordelia e Juliet, figlie dell'ammiraglio Young: hanno superato i trent'anni, ma passano tutto il tempo in modo futile.
- Iris Young, moglie dell'ammiraglio, sorella di Van Eyck (dalle figlie è sempre chiamata Signora Young); affetta da varie infermità fisiche, non si muove da casa e coltiva molti hobbies.

## Edizioni
In lingua italiana,
- Margaret Millar, L'assassinio di Miranda, traduzione di Marilena Caselli, collana Il Giallo Mondadori n. 2467, Milano 1996

In altre lingue
- (DE)  Id. Der Mord von Miranda, traduzione di Hans Hermann, Diogenes Verlag AG, Zürich e 1998[3]
- (ES)  Id. El asesinato de Mrs. Shaw, traduzione di Diana Trujillo, Emecé, Buenos Aires e 1980[4]
- (JA)  Id. Mirandagoroshi = The murder of Miranda, Sōgensha, Tōkyō e 1992[5]
- (NO)  Id. Mordet på Miranda, Tiden Norsk Forlag, Trondheim e 1980, ©1979[6]
- (ES)  Id. El crimen de Miranda, Ediciones B, Barcelona e ©1989[7]
- (FI)  Id. Mirandan murha, traduzione di Tiina Ohinmaa, WSOY, Porvoo e 1990[8]

## note
1. ↑  M. Millar, L'assassinio di Miranda, parte VI: 
«Ma innanzitutto vorrei insistere sul fatto che sono ben consapevole, come d'altra parte voi, che il sistema del gran giurì ultimamente è stato criticato dai media sotto diversi aspetti: per il modo in cui i giurati vengono selezionati, per la segretezza della procedura legale, per l'assenza di qualsiasi avvocato a rappresentare la difesa e di un giudice che dica cos'è permesso e cosa non lo è, e per il fatto che bastino solo dodici voti a incriminare qualcuno, non tenendo così nel debito conto il giudizio degli altri eventuali sette contrari, se la giuria è composta da diciannove persone ed è presente al completo come adesso.»
2. ↑  Op.cit., Explicit
3. ↑  (EN) Der Mord von Miranda, su worldcat.org. URL consultato il 12 dicembre 2022.
4. ↑  (EN) El asesinato de Mrs. Shaw, su worldcat.org. URL consultato il 12 dicembre 2022.
5. ↑  (EN) Mirandagoroshi, su worldcat.org. URL consultato il 12 dicembre 2022.
6. ↑  (EN) Mordet på Miranda, su worldcat.org. URL consultato il 12 dicembre 2022.
7. ↑  (EN) El crimen de Miranda, su worldcat.org. URL consultato il 12 dicembre 2022.
8. ↑  (EN) Mirandan murha, su worldcat.org. URL consultato il 12 dicembre 2022.